# Stellaria lanipes
Stellaria lanipes är en nejlikväxtart som beskrevs av Cheng Yih Wu och H. Chuang. Stellaria lanipes ingår i släktet stjärnblommor, och familjen nejlikväxter. Inga underarter finns listade i Catalogue of Life.